# Charlie Tully
Charles Patrick "Charlie" Tully (Belfast, Irlanda del Nord, 11 de juliol de 1924 - 27 de juliol de 1971) va ser un futbolista nord-irlandès, jugador històric del Celtic Football Club.

## Infantesa
Tully va néixer el 1924 al carrer McDonnell, al Lower Falls Road de Belfast, essent el segon de dotze fills de Charles Tully i la seva esposa Mary-Anne. En la Primera Guerra Mundial, el seu pare va servir als Royal Ulster Rifles, i posteriorment va treballar a les drassanes de Harland and Wolff. En va marxar, segons algunes fonts, a causa de la discriminació anticatòlica, incorporant-se als serveis de neteja de l'Ajuntament de Belfast.
Charlie va fer els seus estudis de primària a l'escola de Slate Street, traslladant-se a la nova escola primària de Sant Kevin, a Falls Road, el 1933. Tot i el seu bon nivell escolar, va mostrar més interès en l'esport, formant part d'equips de futbol gaèlic i hurling de l'escola. Va començar a jugar a futbol al Forth River i el White Rock Juniors.

## Carrera
Tully es va unir al Belfast Celtic el 1938. Com a jove promesa del club, va ser cedit el 1941 i 1943 al Ballyclare Comrades, i després al Cliftonville, per poder tenir minuts de joc. A partir de 1944 va tornar i va poder jugar al Celtic Park de Belfast. El 1947, va marcar el gol decisiu a la final de la Copa nord-ilandesa contra el Glentoran.
Les seves actuacions van cridar l'atenció dels tècnics del Celtic de Glasgow, i el juny de 1948 el van fitxar per 8.000 £. Va jugar el seu primer partit com a migcampista esquerre el 14 d'agost contra Greenock Morton. Les actuacions de Tully ràpidament li van valer una reputació com a jugador important del Celtic, especialment després d'una victòria per 3-1 contra el Glasgow Rangers el setembre de 1948, a la Copa de la Lliga escocesa de futbol, on el nord-irlandès va jugar gran un partit. Tully també va començar la seva trajectoria internacional amb la Selecció de futbol d'Irlanda del Nord. El 1952, va anotar un doblet en un empat 2-2 amb Anglaterra, en el que un dels dos gols va ser un gol olímpic.
En onze temporades, Tully va guanyar un títol de lliga amb el Celtic (el 1954), dues Copes escoceses (1951 i 1954) i dues Copes de la Lliga escocesa (1957 i 1958). Va jugar un total de 319 partits en totes les competicions amb el Celtic i va marcar 47 gols (inclosos 216 partits i 32 gols en lliga). El 1949, Tully va ser breument cedit al Stirling Albion, i anecdòticament va jugar un partit benèfic amb al Rangers. En marxar del Celtic el setembre de 1959, es va convertir en jugador-entrenador del Cork Hibernians, on va jugar fins als gairebé 40 anys.

## Entrenador
Tully va entrenar el Bangor FC, a Irlanda del Nord, de gener de 1964 a abril de 1965. El desembre de 1965 va ser nomenat entrenador del Portadown FC, el club d'una ciutat fortament unionista, i on s'especula que la seva sortida es va precipitar després d'aparèixer en un míting amb el polític nacionalista Gerry Fitt. El 1968 va tornar al Bangor FC, i hi va romandre fins a la seva mort, assolint la County Antrim Shield (1970) i la City Cup (1971).

## Mort
El 27 de juliol de 1971, mentre encara estava al capdavant del club, va morir d'un atac de cor mentre dormia, amb només 47 anys. Milers de persones de Falls Road van acompanyar fins al cementiri de Milltown el seu taüt, que portaven entre d'altres Jock Stein i Billy McNeill, entrenador i capità del Celtic FC.